# Juana de Châtillon

Escudo de Armas del Ducado de Brienne.

Juana de Châtillon (o Joan, en Francia:. Jeanne; (c. 1285 - 16 de enero de 1354) era la esposa de Gualterio V de Brienne (1305) y la duquesa de Atenas por el matrimonio (1308-1311). Era la hija de Gaucher V de Châtillon, condestable de Francia y de Isabel de Dreux. Sus abuelos paternos eran Gaucher IV de Châtillon e Isabel de Villehardouin. Sus abuelos maternos fueron Roberto de Dreux, vizconde de Chateaudun e Isabel de Villebéon.

## Biografía
En 1305, Juana se casó con Gualterio V de Brienne, el hijo de Hugo de Brienne, Conde de Brienne y Lecce, e Isabel de la Roche. El matrimonio tuvo dos hijos:
- Gualterio VI de Brienne, Conde de Brienne, Lecce, y Conversano, duque titular de Atenas (muerto 19 de septiembre de 1356), casado en primer lugar con Margarita de Anjou-Tarento, y en segundo lugar,  con Juana de Brienne. Sus hijos por ambas esposas murieron jóvenes, por lo que sus títulos, las posesiones, y las demandas fueron heredadas por su hermana Isabel.
- Isabel de Brienne, condesa de Lecce y Conversano, aspirante al ducado de Atenas, y el Reino de Jerusalén (1306-1360), se casó con Gualterio de Enghien, con quien tuvo once hijos. María, Reina de Escocia y la reina consorte Elizabeth Woodville eran sus descendientes directos.

El 15 de marzo de 1311, su marido Gualterio murió en la batalla del río Cefiso contra la Gran Compañía Catalana. Juana pudo haber tratado de mantener la Acrópolis de Atenas en contra de ellos, pero finalmente se rindió. Ella regresó con su hijo Gualterio a Francia, aunque sus retenedores siguió poseyendo Argos y Nauplia con Walter de Foucherolles.
En abril de 1318, Juana y su padre envió una solicitud a la República de Venecia en busca de dinero y los barcos de caballeros e infantería de Negroponte o Nauplia. La solicitud, sin embargo, fue rechazada, ya que los vasallos de Brienne en Grecia se había vuelto a los catalanes en el ínterin. En el año que viene, sin embargo, Walter de Foucherolles seguía al mando de sus naves en la Argólide a permanecer leales a Juana y el joven Gualterio. Por petición constante del rey de Nápoles, el rey de Francia, y el Papa, Juana mantuvo su pretensión de vida de su hijo de Atenas, hasta que tuvo edad suficiente para hacer campaña por sus derechos en el mar Egeo. En enero de 1321, Felipe V de Francia fue mediado por la demanda presentada contra ella por su propio hijo, que estaba reclamando el pago de algunas de las grandes deudas de su padre.
Juana se conservó su título ducal hasta su muerte. Su tumba, en la iglesia de Saint-jacobino en Troyes tiene la inscripción duquesa d'Athènes.